# Longueil-Sainte-Marie
Longueil-Sainte-Marie és un municipi francès, situat al departament de l'Oise i a la regió dels Alts de França. L'any 2007 tenia 1.617 habitants.

## Demografia

### Població
El 2007 la població de fet de Longueil-Sainte-Marie era de 1.617 persones. Hi havia 580 famílies de les quals 120 eren unipersonals (52 homes vivint sols i 68 dones vivint soles), 152 parelles sense fills, 284 parelles amb fills i 24 famílies monoparentals amb fills.
La població ha evolucionat segons el següent gràfic:
Habitants censats

### Habitatges
El 2007 hi havia 621 habitatges, 582 eren l'habitatge principal de la família, 10 eren segones residències i 29 estaven desocupats. 572 eren cases i 46 eren apartaments. Dels 582 habitatges principals, 445 estaven ocupats pels seus propietaris, 115 estaven llogats i ocupats pels llogaters i 22 estaven cedits a títol gratuït; 4 tenien una cambra, 30 en tenien dues, 73 en tenien tres, 140 en tenien quatre i 335 en tenien cinc o més. 424 habitatges disposaven pel capbaix d'una plaça de pàrquing. A 210 habitatges hi havia un automòbil i a 322 n'hi havia dos o més.

### Piràmide de població
La piràmide de població per edats i sexe el 2009 era:
| Homes | Edats   | Dones |
| ----- | ------- | ----- |
| 4     | 95 o +  | 0     |
| 0     | 90 a 94 | 4     |
| 4     | 85 a 89 | 4     |
| 0     | 80 a 84 | 8     |
| 20    | 75 a 79 | 20    |
| 12    | 70 a 74 | 16    |
| 16    | 65 a 69 | 20    |
| 20    | 60 a 64 | 28    |
| 32    | 55 a 59 | 12    |
| 36    | 50 a 54 | 52    |
| 92    | 45 a 49 | 56    |
| 52    | 40 a 44 | 92    |
| 52    | 35 a 39 | 68    |
| 64    | 30 a 34 | 60    |
| 52    | 25 a 29 | 48    |
| 44    | 20 a 24 | 48    |
| 44    | 15 a 19 | 40    |
| 52    | 10 a 14 | 56    |
| 64    | 5 a 9   | 44    |
| 40    | 0 a 4   | 32    |

## Economia
El 2007 la població en edat de treballar era de 1.111 persones, 887 eren actives i 224 eren inactives. De les 887 persones actives 836 estaven ocupades (444 homes i 392 dones) i 51 estaven aturades (24 homes i 27 dones). De les 224 persones inactives 67 estaven jubilades, 81 estaven estudiant i 76 estaven classificades com a «altres inactius».

### Ingressos
El 2009 a Longueil-Sainte-Marie hi havia 612 unitats fiscals que integraven 1.759,5 persones, la mediana anual d'ingressos fiscals per persona era de 21.651 €.

### Activitats econòmiques
Dels 89 establiments que hi havia el 2007, 5 eren d'empreses extractives, 1 d'una empresa alimentària, 2 d'empreses de fabricació de material elèctric, 13 d'empreses de fabricació d'altres productes industrials, 13 d'empreses de construcció, 18 d'empreses de comerç i reparació d'automòbils, 14 d'empreses de transport, 2 d'empreses d'hostatgeria i restauració, 1 d'una empresa d'informació i comunicació, 2 d'empreses immobiliàries, 9 d'empreses de serveis, 5 d'entitats de l'administració pública i 4 d'empreses classificades com a «altres activitats de serveis».
Dels 20 establiments de servei als particulars que hi havia el 2009, 1 era una oficina de correu, 2 tallers de reparació d'automòbils i de material agrícola, 1 establiment de lloguer de cotxes, 3 paletes, 2 guixaires pintors, 3 fusteries, 2 lampisteries, 2 electricistes, 1 empresa de construcció, 1 perruqueria i 2 restaurants.
Dels 3 establiments comercials que hi havia el 2009, 1 era un supermercat, 1 una botiga de menys de 120 m² i 1 una botiga de roba.
L'any 2000 a Longueil-Sainte-Marie hi havia 5 explotacions agrícoles.

## Equipaments sanitaris i escolars
L'únic equipament sanitari que hi havia el 2009 era una farmàcia.
El 2009 hi havia 1 escola maternal i 1 escola elemental.

## Poblacions més properes
El següent diagrama mostra les poblacions més properes.